# Società Sportiva Audace Cerignola 2024-2025
Questa voce raccoglie le informazioni riguardanti la Società Sportiva Audace Cerignola nelle competizioni ufficiali della stagione 2024-2025.

## Stagione
La stagione 2024/25 vedrà il Cerignola alla sua 6ª partecipazione nella terza serie del Campionato italiano di calcio. Dopo l’ottimo lavoro svolto nello scorcio finale della passata stagione, Giuseppe Raffaele viene confermato sulla panchina gialloblù.
La rosa viene in gran parte confermata, con la società ofantina che rispedisce al mittente diverse offerte per i suoi pezzi pregiati, su tutti il centrocampista Galo Capomaggio. Il reparto offensivo è quello che vede i maggiori cambiamenti: alle partenze di Giancarlo Malcore e Filippo D’Andrea sopperiscono gli arrivi di Luigi Cuppone e Francesco Salvemini, acquisiti rispettivamente da Pescara e Giugliano a titolo definitivo. A completare la squadra arrivano gli attaccanti Jallow dalla Turris, Gagliano dal Padova, Faggioli dal Campobasso, Santiago Velasquez e gli svincolati Vittorio Parigini, Lorenzo Paolucci ed il portiere Stefano Greco.
La stagione del Cerignola parte ufficialmente il 10 agosto con la sconfitta esterna per 1-0 contro Potenza, valida per il primo turno della Coppa Italia Serie C.
Dopo un girone d’andata altalenante che vede comunque il Cerignola saldamente nelle prime tre posizioni, la squadra mette a referto una striscia di sette vittorie consecutive che la portano a stazionare al primo posto in classifica per oltre tre mesi, salvo poi cedere il passo all’Avellino nelle ultime giornate di campionato, in cui la squadra, anche per colpa di qualche infortunio di troppo e una rosa più corta, ha accusato un evidente calo fisico.
Accede ai playoff promozione da testa di serie, elimina l’Atalanta U23 ai quarti di finale salvo poi cedere il passo in semifinale al Pescara con un complessivo 5-2. Fatale è risultata la gara di andata, dove il Cerignola incappa in una serata storta perdendo tra le mura amiche per 1-4.

## Divise e sponsor
Lo sponsor tecnico è Adidas.
Il main sponsor è Proshop, marchio proprietario del club che comparirà sulla prima maglia da gara; Ecodaunia campeggerà invece sulla seconda maglia da gara e farma export sulla terza.
| Manica sinistra · Manica sinistra · Maglietta · Maglietta · Manica destra · Manica destra · Pantaloncini · Pantaloncini · Calzettoni | Manica sinistra · Manica sinistra · Maglietta · Maglietta · Manica destra · Manica destra · Pantaloncini · Pantaloncini · Calzettoni | Manica sinistra · Maglietta · Maglietta · Manica destra · Pantaloncini · Calzettoni |

## Organigramma societario
Di seguito sono riportati i membri dello staff del Cerignola.
Area direttiva
- Presidente: Nicola Grieco
- Vicepresidente: Francesco Grieco
- Amministratore unico: Nicola Grieco
- Segretario generale: Giovanni Francavilla
- Segretario: Marco Santopaolo

Area comunicazione e marketing
- Area Comunicazione: Francesco Zagaria
- Area Comunicazione e Multimedia: Michele Costantino
- Marketing: Valentina Vasciaveo

Area sportiva
- Direttore generale: Rosario Marino
- Direttore sportivo: Elio Di Toro
- Team manager: Francesco Di Biase

Area tecnica
- Allenatore: Giuseppe Raffaele
- Allenatore in seconda: Giacomo Ferrari
- Preparatore atletico: Maurizio Nanula
- Preparatore portieri: Antonio Cagnazzo
- Magazzinieri: Gaetano Basiliano, Damiano Caggianelli, Matteo Totaro, Gabriele Grieco

Area sanitaria
- Responsabile sanitario: Antonino Riggio
- Medico sociale: Massimo De Prezzo
- Fisioterapisti: Ylenia Pellegrino, Vincenzo Musci
- Osteopata: Antonio Labia
- Massoterapeuta: Claudia Sgarro
- Podologo:

## Rosa
Rosa e numerazione ufficiali aggiornate al 4 febbraio 2025.
| N. |                      | Ruolo | Calciatore                 |
| -- | -------------------- | ----- | -------------------------- |
| 1  | Italia (bandiera)    | P     | Stefano Greco              |
| 3  | Italia (bandiera)    | D     | Luca Russo                 |
| 5  | Argentina (bandiera) | C     | Galo Capomaggio            |
| 6  | Argentina (bandiera) | D     | Santiago Visentìn          |
| 7  | Italia (bandiera)    | D     | Giuseppe Coccia            |
| 8  | Italia (bandiera)    | C     | Mattia Tascone             |
| 9  | Italia (bandiera)    | A     | Francesco Salvemini        |
| 10 | Italia (bandiera)    | C     | Zak Ruggiero               |
| 11 | Italia (bandiera)    | A     | Vittorio Parigini          |
| 12 | Italia (bandiera)    | P     | Umberto Saracco            |
| 13 | Argentina (bandiera) | C     | Giancarlo Bianchini        |
| 14 | Italia (bandiera)    | C     | Lorenzo Paolucci           |
| 15 | Italia (bandiera)    | D     | Alessandro Ligi (capitano) |
| 16 | Italia (bandiera)    | A     | Andrea Santarcangelo       |
| 17 | Italia (bandiera)    | A     | Filippo D'Andrea           |
| 17 | Gambia (bandiera)    | A     | Sulayaman Jallow           |
| 18 | Italia (bandiera)    | A     | Alessandro Faggioli        |

| N. |                      | Ruolo | Calciatore              |
| -- | -------------------- | ----- | ----------------------- |
| 19 | Marocco (bandiera)   | A     | Ismail Achik            |
| 20 | Spagna (bandiera)    | C     | Miguel Angel Sainz-Maza |
| 21 | Argentina (bandiera) | D     | Santiago Velásquez      |
| 21 | Italia (bandiera)    | D     | Alberto Tentardini      |
| 22 | Italia (bandiera)    | P     | Giuseppe Fares          |
| 23 | Italia (bandiera)    | D     | Lorenzo Gonnelli        |
| 24 | Italia (bandiera)    | A     | Alessandro Carnevale    |
| 25 | Italia (bandiera)    | C     | Raffaele Romano         |
| 26 | Italia (bandiera)    | A     | Francesco Lorusso       |
| 27 | Irlanda (bandiera)   | C     | Ed Mcjannet             |
| 29 | Italia (bandiera)    | A     | Luigi Cuppone           |
| 37 | Italia (bandiera)    | A     | Luca Gagliano           |
| 38 | Italia (bandiera)    | D     | Giuseppe Nicolao        |
| 55 | Italia (bandiera)    | D     | Luca Martinelli         |
| 72 | Italia (bandiera)    | D     | Gabriele Ingrosso       |
| 77 | Italia (bandiera)    | A     | Giovanni Volpe          |
| 80 | Italia (bandiera)    | A     | Flavio Di Dio           |

## Calciomercato

### Sessione estiva(dall'1/7 all'31/8)
| Acquisti | Acquisti            | Acquisti    | Acquisti      |
| R.       | Nome                | da          | Modalità      |
| -------- | ------------------- | ----------- | ------------- |
| P        | Umberto Sracco      | Lecco       | fine prestito |
| P        | Stefano Greco       | -           | svincolato    |
| D        | Gabriele Ingrosso   | -           | svincolato    |
| D        | Santiago Velásquez  | -           | svincolato    |
| C        | Riccardo Vono       | -           | svincolato    |
| C        | Lorenzo Paolucci    | -           | svincolato    |
| C        | Raffaele Romano     | Frosinone   | definitivo    |
| A        | Sabino Signorile    | Messina     | fine prestito |
| A        | Luigi Cuppone       | Pescara     | definitivo    |
| A        | Luca Gagliano       | Padova      | definitivo    |
| A        | Sulayaman Jallow    | -           | svincolato    |
| A        | Francesco Salvemini | Giugliano   | definitivo    |
| A        | Flavio Di Dio       | Juve Stabia | prestito      |
| A        | Francesco Lorusso   | Napoli      | definitivo    |
| A        | Alessandro Faggioli | Campobasso  | definitivo    |
| A        | Vittorio Parigini   | -           | svincolato    |

| Cessioni | Cessioni           | Cessioni      | Cessioni      |
| R.       | Nome               | a             | Modalità      |
| -------- | ------------------ | ------------- | ------------- |
| P        | Titas Krapikas     | -             | svincolato    |
| P        | Davide Barosi      | Ascoli        | fine prestito |
| D        | Giacinto Allegrini | -             | svincolato    |
| C        | Matteo Ghisolfi    | Cremonese     | fine prestito |
| C        | Raffaele Bianco    | -             | ritirato      |
| C        | Aldo Bezzon        | Savoia        | definitivo    |
| A        | Filippo D'Andrea   | Catania       | definitivo    |
| A        | Giancarlo Malcore  | Casarano      | definitivo    |
| A        | Dardan Vuthaj      | -             | svincolato    |
| A        | Luca Lombardi      | Ancona        | fine prestito |
| A        | Sabino Signorile   | Fasano        | prestito      |
| A        | Vito Leonetti      | Team Altamura | prestito      |
| A        | Samuele Neglia     | -             | rescissione   |

### Sessione invernale(dal 3 al 31/1)
| Acquisti | Acquisti             | Acquisti   | Acquisti             |
| R.       | Nome                 | da         | Modalità             |
| -------- | -------------------- | ---------- | -------------------- |
| D        | Giuseppe Nicolao     | Turris     | definitivo           |
| C        | Ed Mcjannet          | Lecce      | prestito             |
| A        | Giovanni Volpe       | Catanzaro  | prestito con diritto |
| A        | Ismail Achik         | Bari       | prestito con diritto |
| A        | Filippo D'Andrea     | Catania    | prestito con obbligo |
| A        | Andrea Santarcangelo | AZ Picerno | prestito con diritto |

| Cessioni | Cessioni             | Cessioni    | Cessioni             |
| R.       | Nome                 | a           | Modalità             |
| -------- | -------------------- | ----------- | -------------------- |
| D        | Alberto Tentardini   | Gubbio      | definitivo           |
| D        | Gabriele Ingrosso    | Messina     | prestito             |
| C        | Zak Ruggiero         | Trapani     | definitivo           |
| A        | Flavio Di Dio        | Juve Stabia | fine prestito        |
| A        | Luca Gagliano        | Rimini      | prestito con diritto |
| A        | Sulayaman Jallow     | Arzignano   | prestito             |
| A        | Vittorio Parigini    | SPAL        | definitivo           |
| A        | Alessandro Carnevale | Nocerina    | prestito             |

## Risultati

### Serie C

#### Girone di andata
| Arbitro: | Ursino (Pescara) |

|                                             |           |                                                    |
| Palumbo 43’ Amaradio 90+4’ Stivanello 90+6’ | Marcatori | 12’, 28’ Cuppone 20’ Salvemini 75’ (rig.) Gagliano |

| Arbitro: | Ubaldi (Roma 1) |

|                            |           |  |
| Cuppone 20’ Capomaggio 80’ | Marcatori |  |

| Avellino 8 settembre 2024, ore 20:45 CEST 3ª giornata | Avellino         | 0 – 0 referto | Audace Cerignola | Stadio Partenio-Adriano Lombardi (7 000 spett.)\| Arbitro: \| Mucera (Palermo) \| |
| Arbitro:                                              | Mucera (Palermo) |               |                  |                                                                                   |

| Arbitro: | Giaquinto (Parma) |

|                                      |           |            |
| Salvemini 55’ Jallow 67’ Tascone 81’ | Marcatori | 22’ Njambe |

| Arbitro: | Burlando (Genova) |

|  |           |              |
|  | Marcatori | 73’ Caturano |

| Catania 25 settembre 2024, ore 20:45 CEST 6ª giornata | Catania          | 0 – 0 referto | Audace Cerignola | Stadio Angelo Massimino (17 153 spett.)\| Arbitro: \| Zanotti (Rimini) \| |
| Arbitro:                                              | Zanotti (Rimini) |               |                  |                                                                           |

| Cerignola 29 settembre 2024, ore 18:30 CEST 7ª giornata | Audace Cerignola   | 0 – 0 referto | Casertana | Stadio Domenico Monterisi (2 000 spett.)\| Arbitro: \| Calzavara (Varese) \| |
| Arbitro:                                                | Calzavara (Varese) |               |           |                                                                              |

| Arbitro: | Gavini (Aprilia) |

|  |           |                                 |
|  | Marcatori | 32’ 55’ Salvemini 69’ Bianchini |

| Arbitro: | Ramondino (Palermo) |

|                            |           |  |
| Visentìn 22’ Salvemini 60’ | Marcatori |  |

| Arbitro: | Andreano (Prato) |

|                                                            |           |                |
| Silvestri 7’ Bifulco 13’ Fall 38’ Lescano 47’ Celiento 90’ | Marcatori | 75’ Sainz-Maza |

| Arbitro: | Castellone (Napoli) |

|                                |           |             |
| Capomaggio 73’ Salvemini 90+2’ | Marcatori | 65’ Pagliai |

| Arbitro: | Mastrodomenico (Matera) |

|  |           |                     |
|  | Marcatori | 65’ (rig.) Paolucci |

| Arbitro: | Mirabella (Napoli) |

|            |           |           |
| Jallow 43’ | Marcatori | 65’ Giròn |

| Arbitro: | Grasso (Ariano Irpino) |

|            |           |  |
| Fabbro 88’ | Marcatori |  |

| Arbitro: | Ubaldi (Roma 1) |

|               |           |               |
| Grandolfo 63’ | Marcatori | 13’ Bianchini |

| Arbitro: | Mbei (Cuneo) |

|                                |           |             |
| Jallow 13’ 33’ Salvemini 90+5’ | Marcatori | 67’ Peretti |

| Arbitro: | Turrini (Firenze) |

|                     |           |            |
| Visentìn 57’ (aut.) | Marcatori | 61’ Jallow |

| Arbitro: | Calzavara (Varese) |

|                |           |            |
| Capomaggio 44’ | Marcatori | 66’ Grande |

| Arbitro: | D'Eusanio (Faenza) |

|  |           |              |
|  | Marcatori | 65’ Paolucci |

#### Girone di ritorno
| Arbitro: | Manzo (Torre Annunziata) |

|                                        |           |                                       |
| Visentìn 29’ Tascone 35’ Salvemini 61’ | Marcatori | 11’ Palumbo 69’ Afena-Gyan 87’ Semedo |

| Arbitro: | Sacchi (Macerata) |

|                       |           |                                     |
| Anatriello 51’ (rig.) | Marcatori | 3’ Ruggero 60’ Salvemini 64’ Romano |

| Arbitro: | Mastrodomenico (Matera) |

|           |           |                     |
| Volpe 77’ | Marcatori | 90+4’ De Cristofaro |

| Arbitro: | Andreano (Prato) |

|                   |           |                                   |
| Padula 24’ (rig.) | Marcatori | 17’ Paolucci 52’ Coccia 84’ Volpe |

| Arbitro: | Pezzopane (L'Aquila) |

|             |           |                              |
| Rosafio 31’ | Marcatori | 14’ Salvemini 89’ Martinelli |

| Arbitro: | Ancona (Roma 1) |

|                              |           |  |
| Salvemini 60’ Capomaggio 69’ | Marcatori |  |

| Arbitro: | Ramondino (Palermo) |

|  |           |           |
|  | Marcatori | 78’ Achik |

| Arbitro: | Cerbasi (Arezzo) |

|                                                            |           |              |
| Salvemini 9’, 40’ D'Andrea 11’ Achik 38’ Santarcangelo 90’ | Marcatori | 56’ Giannone |

| Arbitro: | Lovison (Padova) |

|  |           |               |
|  | Marcatori | 31’ Salvemini |

| Arbitro: | Zanotti (Rimini) |

|                      |           |  |
| Capomaggio 7’ (rig.) | Marcatori |  |

| Picerno 9 marzo 2025, ore 18:30 CET 30ª giornata | AZ Picerno       | 0 – 0 referto | Audace Cerignola | Stadio Donato Curcio (810 spett.)\| Arbitro: \| Angelillo (Nola) \| |
| Arbitro:                                         | Angelillo (Nola) |               |                  |                                                                     |

| Arbitro: | De Angeli (Milano) |

|                                     |           |                           |
| Visentin 16’ Ligi 53’ Salvemini 71’ | Marcatori | 33’ Tascone 75’ Silvestro |

| Arbitro: | Maccarini (Arezzo) |

|                      |           |               |
| Vitale 41’ Ricci 63’ | Marcatori | 58’ Salvemini |

| Cerignola 23 marzo 2025, ore 18:30 CET 33ª giornata | Audace Cerignola | Annullata – | Taranto | Stadio Domenico Monterisi |

| Arbitro: | Mirabella (Napoli) |

|             |           |  |
| Cuppone 87’ | Marcatori |  |

| Arbitro: | Zago (Conegliano) |

|  |           |                             |
|  | Marcatori | 29’ D’Andrea 75’ Capomaggio |

| Arbitro: | Calzavara (Varese) |

|                            |           |                                               |
| Capomaggio 61’ Cuppone 76’ | Marcatori | 16’ Pinato 41’ Manconi 66’ Lanini 72’ Lamesta |

| Arbitro: | Sacchi (Macerata) |

|             |           |  |
| Palermo 75’ | Marcatori |  |

| Arbitro: | Esposito (Napoli) |

|           |           |  |
| Volpe 82’ | Marcatori |  |

### Play-off

#### Fase nazionale
| Bergamo 18 maggio 2025, ore 18:15 CEST Quarti di finale - Andata | Atalanta U23     | 0 – 0 referto | Audace Cerignola | Gewiss Stadium (6 000 spett.)\| Arbitro: \| Lovison (Padova) \| |
| Arbitro:                                                         | Lovison (Padova) |               |                  |                                                                 |

| Arbitro: | Madonia (Palermo) |

|                         |           |                            |
| Salvemini 69’ Volpe 73’ | Marcatori | 11’ Ceresoli 86’ Vavassori |

#### Final Four
| Arbitro: | Turrini (Firenze) |

|             |           |                                |
| Cuppone 86’ | Marcatori | 66’, 72’ Meazzi 83’, 88’ Tonin |

| Arbitro: | Mastrodomenico (Matera) |

|            |           |               |
| Merola 23’ | Marcatori | 36’ Salvemini |

### Coppa Italia Serie C
| Arbitro: | Castellano (Nichelino) |

|              |           |  |
| Caturano 20’ | Marcatori |  |

## Statistiche

### Statistiche di squadra
| Competizione         | Punti | In casa | In casa | In casa | In casa | In casa | In casa | In trasferta | In trasferta | In trasferta | In trasferta | In trasferta | In trasferta | Totale | Totale | Totale | Totale | Totale | Totale | D.R. |
| Competizione         | Punti | G       | V       | N       | P       | Gf      | Gs      | G            | V            | N            | P            | GF           | GS           | G      | V      | N      | P      | GF     | GS     | D.R. |
| -------------------- | ----- | ------- | ------- | ------- | ------- | ------- | ------- | ------------ | ------------ | ------------ | ------------ | ------------ | ------------ | ------ | ------ | ------ | ------ | ------ | ------ | ---- |
| Serie C              | 54    | 13      | 7       | 5       | 1       | 25      | 11      | 14           | 8            | 4            | 2            | 21           | 14           | 27     | 15     | 9      | 3      | 46     | 25     | +21  |
| Coppa Italia Serie C | -     | 0       | 0       | 0       | 0       | 0       | 0       | 1            | 0            | 0            | 1            | 0            | 1            | 1      | 0      | 0      | 1      | 0      | 1      | -1   |
| Totale               | 54    | 13      | 7       | 5       | 1       | 25      | 11      | 15           | 8            | 4            | 3            | 21           | 15           | 28     | 15     | 9      | 4      | 46     | 26     | +20  |

### Andamento in campionato
| Giornata  | 1 | 2 | 3 | 4 | 5 | 6 | 7 | 8 | 9 | 10 | 11 | 12 | 13 | 14 | 15 | 16 | 17 | 18 | 19 | 20 | 21 | 22 | 23 | 24 | 25 | 26 | 27 | 28 | 29 | 30 | 31 | 32 | 33 | 34 | 35 | 36 | 37 | 38 |
| --------- | - | - | - | - | - | - | - | - | - | -- | -- | -- | -- | -- | -- | -- | -- | -- | -- | -- | -- | -- | -- | -- | -- | -- | -- | -- | -- | -- | -- | -- | -- | -- | -- | -- | -- | -- |
| Luogo     | T | C | T | C | C | T | C | T | C | T  | C  | T  | C  | T  | T  | C  | T  | C  | T  | C  | T  | C  | T  | T  | C  | T  | C  | T  | C  | T  | C  | T  | C  | C  | T  | C  | T  | C  |
| Risultato | V | V | N | V | P | N | N | V | V | P  | V  | V  | N  | P  | N  | V  | N  | N  | V  | N  | V  | N  | V  | V  | V  | V  | V  | V  | V  |    |    |    |    |    |    |    |    |    |
| Posizione | 1 | 1 | 1 | 1 | 4 | 3 | 4 | 2 | 2 | 2  | 2  | 2  | 2  | 2  | 2  | 2  | 2  | 3  | 3  | 3  | 3  | 3  | 2  | 2  | 1  | 1  | 1  | 1  | 1  |    |    |    |    |    |    |    |    |    |

Legenda:

Luogo: C = Casa; T = Trasferta. Risultato: V = Vittoria; N = Pareggio; P = Sconfitta.

### Statistiche dei giocatori
| Giocatore        | Serie C  | Serie C | Serie C     | Serie C    | Coppa Italia Serie C | Coppa Italia Serie C | Coppa Italia Serie C | Coppa Italia Serie C | Totale   | Totale | Totale      | Totale     |
| Giocatore        | Presenze | Reti    | Ammonizioni | Espulsioni | Presenze             | Reti                 | Ammonizioni          | Espulsioni           | Presenze | Reti   | Ammonizioni | Espulsioni |
| ---------------- | -------- | ------- | ----------- | ---------- | -------------------- | -------------------- | -------------------- | -------------------- | -------- | ------ | ----------- | ---------- |
| S. Greco         | 6        | 0       | 0           | 0          | 0                    | 0                    | 0                    | 0                    | 6        | 0      | 0           | 0          |
| L. Russo         | 26       | 0       | 2           | 0          | 1                    | 0                    | 0                    | 0                    | 27       | 0      | 2           | 0          |
| G. Capomaggio    | 23       | 4       | 5           | 1          | 0                    | 0                    | 0                    | 0                    | 23       | 4      | 5           | 1          |
| S. Visentìn      | 25       | 2       | 6           | 0          | 1                    | 0                    | 1                    | 0                    | 26       | 2      | 7           | 0          |
| G. Coccia        | 19       | 1       | 3           | 0          | 1                    | 0                    | 0                    | 0                    | 20       | 1      | 3           | 0          |
| M. Tascone       | 25       | 2       | 5           | 0          | 1                    | 0                    | 0                    | 0                    | 26       | 2      | 5           | 0          |
| F. Salvemini     | 26       | 11      | 2           | 0          | 0                    | 0                    | 0                    | 0                    | 26       | 11     | 2           | 0          |
| Z. Ruggiero      | 20       | 1       | 0           | 0          | 0                    | 0                    | 0                    | 0                    | 20       | 1      | 0           | 0          |
| V. Parigini      | 10       | 0       | 4           | 0          | 0                    | 0                    | 0                    | 0                    | 10       | 0      | 4           | 0          |
| U. Saracco       | 20       | 0       | 2           | 0          | 1                    | 0                    | 1                    | 0                    | 21       | 0      | 3           | 0          |
| G. Bianchini     | 23       | 2       | 3           | 0          | 1                    | 0                    | 0                    | 0                    | 24       | 2      | 3           | 0          |
| L. Paolucci      | 23       | 3       | 5           | 1          | 1                    | 0                    | 0                    | 0                    | 24       | 3      | 5           | 1          |
| A. Ligi          | 9        | 0       | 3           | 1          | 1                    | 0                    | 0                    | 0                    | 10       | 0      | 3           | 1          |
| A. Santarcangelo | 0        | 0       | 0           | 0          | 0                    | 0                    | 0                    | 0                    | 0        | 0      | 0           | 0          |
| F. D'Andrea      | 3        | 0       | 0           | 0          | 0                    | 0                    | 0                    | 0                    | 3        | 0      | 0           | 0          |
| S. Jallow        | 12       | 5       | 1           | 0          | 0                    | 0                    | 0                    | 0                    | 12       | 5      | 1           | 0          |
| A. Faggioli      | 9        | 0       | 1           | 0          | 0                    | 0                    | 0                    | 0                    | 9        | 0      | 1           | 0          |
| I. Achik         | 6        | 1       | 2           | 0          | 0                    | 0                    | 0                    | 0                    | 6        | 1      | 2           | 0          |
| M. A. Sainz-Maza | 15       | 1       | 0           | 0          | 1                    | 0                    | 0                    | 0                    | 16       | 1      | 0           | 0          |
| S. Velásquez     | 8        | 0       | 1           | 0          | 0                    | 0                    | 0                    | 0                    | 8        | 0      | 1           | 0          |
| A. Tentardini    | 16       | 0       | 2           | 0          | 0                    | 0                    | 0                    | 0                    | 16       | 0      | 2           | 0          |
| G. Fares         | 0        | 0       | 0           | 0          | 0                    | 0                    | 0                    | 0                    | 0        | 0      | 0           | 0          |
| L. Gonnelli      | 16       | 0       | 6           | 0          | 1                    | 0                    | 0                    | 0                    | 17       | 0      | 6           | 0          |
| A. Carnevale     | 0        | 0       | 0           | 0          | 0                    | 0                    | 0                    | 0                    | 0        | 0      | 0           | 0          |
| R. Romano        | 9        | 1       | 1           | 0          | 0                    | 0                    | 0                    | 0                    | 9        | 1      | 1           | 0          |
| F. Lorusso       | 0        | 0       | 0           | 0          | 0                    | 0                    | 0                    | 0                    | 0        | 0      | 0           | 0          |
| E. McJannet      | 2        | 0       | 0           | 0          | 0                    | 0                    | 0                    | 0                    | 2        | 0      | 0           | 0          |
| L. Cuppone       | 4        | 3       | 0           | 0          | 0                    | 0                    | 0                    | 0                    | 4        | 3      | 0           | 0          |
| L. Gagliano      | 8        | 1       | 1           | 0          | 1                    | 0                    | 0                    | 0                    | 9        | 1      | 1           | 0          |
| G. Nicolao       | 3        | 0       | 0           | 0          | 0                    | 0                    | 0                    | 0                    | 3        | 0      | 0           | 0          |
| L. Martinelli    | 20       | 1       | 3           | 0          | 1                    | 0                    | 0                    | 0                    | 21       | 1      | 3           | 0          |
| G. Volpe         | 6        | 2       | 1           | 0          | 0                    | 0                    | 0                    | 0                    | 6        | 2      | 1           | 0          |
| G. Ingrosso      | 2        | 0       | 0           | 0          | 0                    | 0                    | 0                    | 0                    | 2        | 0      | 0           | 0          |
| F. Di Dio        | 5        | 0       | 0           | 0          | 1                    | 0                    | 0                    | 0                    | 6        | 0      | 0           | 0          |